# Leonardo Sinisgalli
Leonardo Sinisgalli, né le 9 mars 1908 à Montemurro et mort le 31 janvier 1981 à Rome, est un ingénieur et poète italien.

## Biographie
Un religieux conseille à sa mère de lui laisser poursuivre ses études, malgré le désir de toute la famille de lui assurer rapidement un travail modeste dans le commerce. Pour étudier, le jeune Leonardo doit quitter sa famille pour le collège, une épreuve traumatisante qu'il évoquera des années plus tard dans ses poèmes. Après avoir réussi avec les meilleures notes sa licence au collège de Bénévent, il se rend à Naples en 1925, puis s'inscrit à la faculté de mathématiques de l'université de Rome « La Sapienza », où il suit des cours en géométrie et de mathématiques. Aimé de ses professeurs, il aime la tranquillité que lui donne le calcul, mais après deux ans d'un déchirement psychologique, décide de devenir ingénieur. À la même époque, il se passionne pour la poésie et fait paraître, à compte d'auteur, Cuore, son premier recueil de poèmes, en 1927. Invité par Enrico Fermi en 1929 à rejoindre l'Institut de physique où enseigne le physicien italien, il décline l'offre et préfère renoncer à l'étude des neutrons lents et de la radioactivité pour suivre la voie des peintres et des poètes. Il reste toutefois tenaillé par les incertitudes et les doutes, avouant qu'il voit pas clairement sa vocation et qu'il lui semble avoir deux têtes, deux cerveaux : l'un scientifique, l'autre artistique.
Après l'obtention de son diplôme en ingénierie électronique, il se rend à Milan. Ses premiers jours sont difficiles dans cette nouvelle ville, jusqu'à sa rencontre avec Giuseppe Ungaretti, poète déjà renommé. Ainsi, à la suggestion de Cesare Zavattini, le jeune poète participe à un concours où son poème est couronné par un jury où siègent Riccardo Bacchelli, Aldo Palazzeschi et Ungaretti.
Dès lors, Sinisgalli travaille à l'écriture de recueils. Entre 1935 et 1939, il publie plusieurs recueils, dont Ritratti di macchine (1935), 18 poesie (1936) et Campi Elisi (1939). Le succès qu'il rencontre attire rapidement la critique féroce des fascistes italiens.
Lorsque la Deuxième Guerre mondiale éclate, Sinisgalli, avec le grade d'officier, est appelé à s'enrôler et sert en Sardaigne, puis à Rome. Là, en août 1943, un mois avant le décès de sa mère, il publie J'ai vu les Muses (Vidi le muse), l'une de ses œuvres majeures, et fait également paraître Furor mathematicus (1944), un essai sur les mathématiques, et la première partie de Horror vacui (1945), dont le texte intégral, par précaution, ne sera publié qu'après la mort du poète.
Le 13 mai 1944, il est arrêté par les S.S. qui veulent obtenir de lui des informations sur un ami de l'écrivain. Sa connaissance de l'allemand lui permet toutefois de s'évader. À la libération de l'Italie, il rentre dans sa ville natale de Montemurro où il apprend la mort de sa mère. Il séjourne là pendant quelques mois.
De retour à Rome, il continue son intense travail d'écriture et accepte de faire des traductions, ou encore des collaborations avec certains journaux. Il accepte même de faire partie de la rédaction de Il costume politico e letterario, un journal éphémère. Il doit aussi faire face à certaines difficultés : les éditeurs romains rejettent plusieurs idées d'ouvrages scientifiques, comme celle d'une série de classiques sur les grands scientifiques. Il trouve toutefois dans la radio un débouché pour ce genre de projets qui obtiennent de remarquables succès.
En 1948, Luraghi, le nouveau directeur général de Pirelli, lui offre un emploi de poète-ingénieur où Sinisgalli doit s'occuper de la rédaction du magazine du groupe industriel. L'activité de propagande pour l'entreprise, la préparation d'expositions et les conférences donnent un travail stable, mais exigeant au poète qui trouve aussi quelques slogans publicitaires pour la compagnie. En 1949, il tourne un documentaire sur la géométrie scientifique qui reçoit un prix à la Mostra de Venise.
De retour à Rome en 1952, il participe au scénario du film Le Manteau, réalisé par Alberto Lattuada, d'après la nouvelle éponyme de Nicolas Gogol. Il est alors au faîte de sa gloire, fonde un magazine avec son frère et voyage beaucoup à l'étranger.
En 1967, il songe un temps à la retraite après avoir subi une première crise cardiaque. Or, en dépit de l'avis de ses médecins, il ne réduit guère le rythme de ses activités et se lance dans l'écriture de La Lanterna, une série radiophonique de 98 épisodes qui va durer deux ans. Pendant les années 1970, il reçoit aussi de nombreux prix, mais continue de multiplier les projets et les publications.
Le 31 janvier 1981, il meurt d'une crise cardiaque.

## Style
Sinisgalli appartient à la génération d’Eugenio Montale, d’Alberto Moravia, de Cesare Pavese, d’Elio Vittorini, de Guido Piovene, qui, formée lors des dures années de fascisme, a toujours eu un travail intellectuel angoissé par les difficultés de ces années de changement. Sa poésie a un certain fond d’amertume et un sens constant d’insatisfaction. Amertume surtout envers son état d'émigrant, contraint de quitter son pays sur les conseils de son professeur, qui, après le collège, a convaincu sa mère de l’envoyer à l’université pour poursuivre ses études. Très souvent, ses œuvres contiennent des anecdotes, des lieux de son enfance, de son pays, des choses parfois apparemment insignifiantes, mais qui sont représentatives de son anxiété et son amertume, à la suite de son éloignement forcé de la maison. « Je suis né sans appétit et je voulais périr tout simplement dans mon air » écrira-t-il plus tard.
Un autre aspect fondamental de sa poésie et de sa prose provient de sa formation en mathématiques, qui a influencé ses œuvres : ainsi, le titre emblématique Furor mathematicus.

## Œuvre
- Cuore (1927)
- Ritratti di macchine (1935)
- Quaderno di geometria (1935)
- 18 poesie (1936)
- Italiani (1937)
- Campi Elisi (1939)
- Vidi le muse (1943) Publié en français sous le titre J'ai vu les Muses, traduit par Jean-Yves Masson, Paris /Orbey, Éditions Arfuyen, coll. « Neige », 2007, 209 p.  (ISBN 2-84590-097-X)
- Furor mathematicus (1944)
- Horror vacui (1945) Publié en français sous le titre Horror vacui, traduit par Jean-Yves Masson, Paris/Orbey, Éditions Arfuyen, coll. « Ivoire », 1995, 209 p.  (ISBN 2-908825-40-6)
- Fiori pari, fiori dispari (1945) Publié en français sous le titre Jour après jour, traduit par Odette Kaan, Paris, Éditions Didier Carpentier, 1996, 127 p.  (ISBN 2-910786-11-0), puis sous le titre Au pas inégal des jours, 2019, 144 p.  (ISBN 979-1095066279)
- L'indovino, dieci dialoghetti (1946) Publié en français sous le titre Le Devin. Dix petits dialogues, traduit par Jean-Yves Masson, Paris, Éditions Didier Carpentier, 1996, 128 p.  (ISBN 2-910786-07-2)
- I nuovi Campi Elisi (1947)
- Belliboschi (1948)
- Furor mathematicus (1950)
- La vigna vecchia (1956)
- Tu sarai poeta (1957)
- La musa decrepita (1959)
- L'immobilità dello scriba (1960)
- Cineraccio (1961)
- L'età della luna (1962) Publié en français sous le titre L’Âge de la lune, traduit par G. Pfister, Paris/Orbey, Éditions Arfuyen, 1979, (BNF 41682701) ; réédition, Toulon, La Nerthe, coll. « Classique », 1997, 205 p.  (ISBN 978-2-916862-06-4)
- Ode a Lucio Fontana (1962)
- Prose di memoria e d'invenzione (1964)
- Poesie di ieri (1966) Publié en français sous le titre Poèmes d'hier, traduit par Odette Kaan, Paris, Éditions de La Différence, coll. « Orphée », 1991, 126 p.  (ISBN 2-7291-0652-9)
- L'albero di rose (1966), traduction
- I martedì colorati (1967)
- Paese lucano (1968)
- Archimede (I tuoi lumi, i tuoi lemmi!) (1968)
- La rosa di Gerico (1969)
- Calcoli e fandonie (1970)
- Il passero e il lebbroso (1970) Publié en français sous le titre Le Moineau et le Lépreux, traduit par Thierry Gillyboeuf, Rennes, Éditions La Part Commune, 2004, 94 p.  (ISBN 2-84418-053-1)
- Più vicino ai morti (1972) Publié en français sous le titre Plus près des morts, traduit par Thierry Gillyboeuf, Paris, Éditions Abstème et Bobance, coll. « En regard », 2004, 30 p.  (ISBN 2-914490-02-X)
- L'ellisse (1974)
- Mosche in bottiglia (1975)
- Un disegno di Scipione e altri racconti (1975)
- Dimenticatoio (1978) Publié en français sous le titre Oubliettes, traduit par Thierry Gillyboeuf, Saint-Pierre-la-Vieille, Atelier La Feugraie, coll. « L’allure du chemin. Domaine étranger », 2003, 124 p.  (ISBN 2-905408-64-2)[1]
- Come un ladro (1979)
- Imitazioni dall'Antologia Palatina (1980)

### Œuvre posthume
- Ventiquattro prose d'arte (1983)
- Sinisgalliana (1984)
- L'albero bianco (1986)
- Promenades architecturales, Bergame, Italie, Lubrina Editore, 1987, 125 p.  (ISBN 88-7766-013-9)
- L'odor moro (1990)
- Carte lacere (1991)
- Intorno alla figura del poeta (1994)

## Filmographie

### Comme scénariste
- 1952 : Le Manteau, film italien réalisé par Alberto Lattuada, d'après la nouvelle éponyme de Nicolas Gogol, avec Renato Rascel et Yvonne Sanson

## Sources
- (it) Cet article est partiellement ou en totalité issu de l’article de Wikipédia en italien intitulé « Leonardo Sinisgalli » (voir la liste des auteurs).